# Roślina pseudoowadożerna

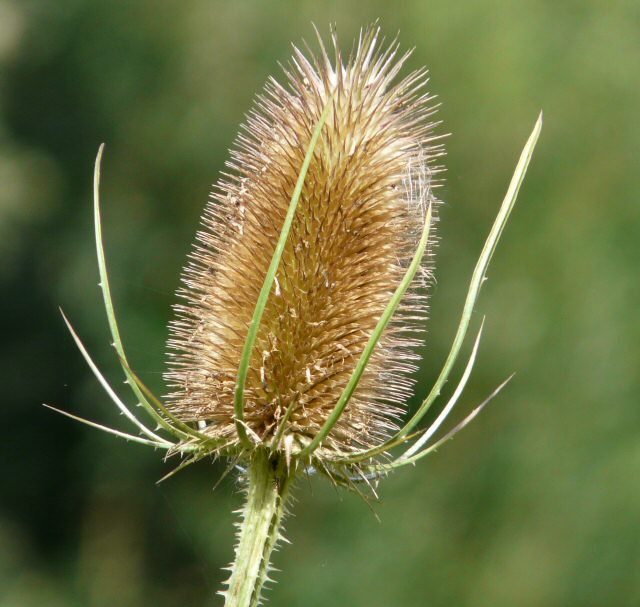
Szczeć

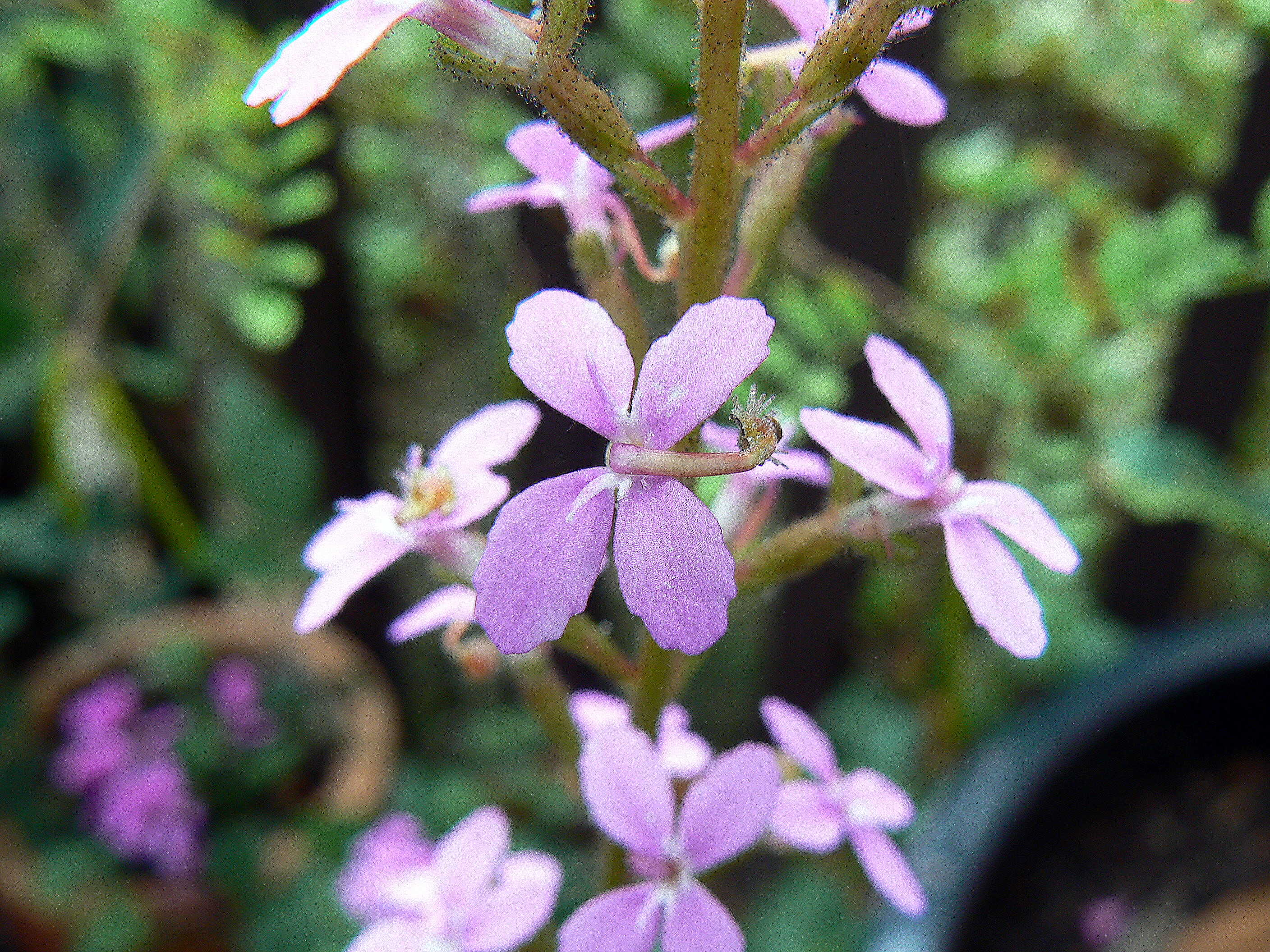
Kwiaty Stylidium debile

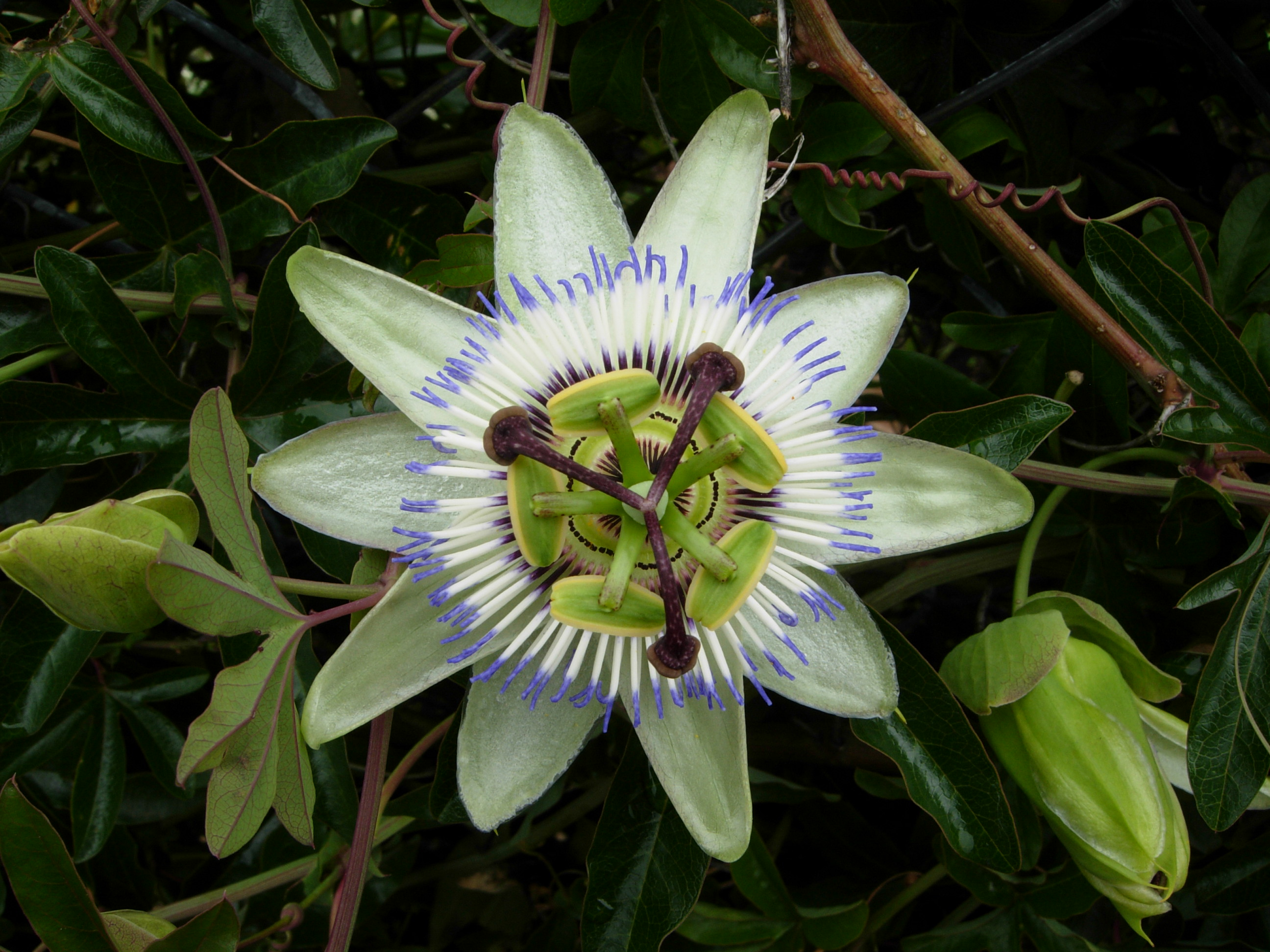
Kwiat Męczennicy błękitnej

Rośliny pseudoowadożerne (łac. plantae protocarnivoraea) – rośliny chwytające i zabijające zwierzęta, czasem nawet wydzielające enzymy je trawiące, jednak aparat temu służący pełni zasadniczo inne funkcje (zwykle chroniąc przed roślinożercami, nadmiernym promieniowaniem lub służąc gromadzeniu detrytusu), a pozyskiwane substancje odżywcze (jeśli takie są) nie odgrywają istotnej roli dla rozwoju tych roślin.
Przykłady rodzajów obejmujących rośliny pseudoowadożerne:
mszaki
- rząd: jungermaniowce liściaste (Jungermanniales)
  - rodzina: Lejeuneaceae
    - rodzaj: Colura

rośliny naczyniowe
- rząd: szparagowce (Asparagales)
  - rodzina: storczykowate (Orchidaceae)
    - rodzaj: Aracamunia
- rząd: kapustowce (Brassicales)
  - rodzina: kapustowate (Brassicaceae)
    - rodzaj: tasznik (Capsella)
- rząd: szczeciowce (Dipsacales)
  - rodzina: szczeciowate (Dipsacaceae)
    - rodzaj: szczeć (Dipsacus)
- rząd: bodziszkowce (Geraniales)
  - rodzina: bodziszkowate (Geraniaceae)
    - rodzaj: bodziszek (Geranium)
- rząd: jasnotowce (Lamiales)
  - rodzina: Martyniaceae
    - rodzaj: Ibicella
    - rodzaj: Proboscidea
- rząd: niedotrawowate (Eriocaulaceae)
  - rodzina: Paepalanthus
    - rodzaj: Paepalanthus
- rząd: malpigiowce (Malpighiales)
  - rodzina: męczennicowate (Passifloraceae)
    - rodzaj: męczennica (Passiflora)
- rząd: goździkowce (Caryophyllales)
  - rodzina: ołownicowate (Plumbaginaceae)
    - rodzaj: ołownica (Plumbago)
- rząd: astrowce (Asterales)
  - rodzina: Stylidiaceae
    - rodzaj: Stylidium
- rząd: różowce (Rosales)
  - rodzina: różowate (Rosaceae)
    - rodzaj: Drymocallis